# Nettorama
Nettorama is een Nederlandse supermarktketen, aangesloten bij de inkoopcentrale Superunie. Het bedrijf is in 1968 opgericht en had 55 filialen in 2025. In de provincies Noord-Brabant, Utrecht, Overijssel, Limburg, Noord-Holland, Zuid-Holland, Gelderland, Drenthe en Flevoland zijn winkels van Nettorama. Nettorama profileert zich als goedkoopste supermarkt met een assortiment dat voor ongeveer 70% bestaat uit A-merken.

## Geschiedenis
De keten vindt zijn oorsprong in Utrecht, waar in 1968 de eerste Autorama wordt geopend. Jaap Bastmeijer is daar een verkoper van levensmiddelen. Ongeveer een jaar later opent hij in Gorinchem een eigen filiaal onder de naam Nettorama. Bastmeijer heeft aandelen in Sligro Food Group en had aandelen in Super de Boer.
Op 4 maart 2009 werd de eerste megasupermarkt van Nettorama, met een oppervlakte van 5600 m², geopend aan het Spaansland 15 in Enschede. De oude Nettorama in die stad werd gesloten.
Hoofdkantoor en distributiecentrum bevinden zich in het Noord-Brabantse Oosterhout.

### Groei
Op 28 juli 2023 werd bekend dat Nettorama met supermarktketen Boni gaat fuseren en verdergaat onder de naam Nettorama. Het moederbedrijf van Nettorama, B.V. Envema, gaat na de fusie met Boni-Markten B.V. verder onder de naam Nettorama Groep B.V. Deze fusie werd in augustus 2023 goedgekeurd door Autoriteit Consument & Markt.
Boni had met 51 winkels meer vestigingen dan Nettorama, desondanks kwamen de bedrijven overeen de naam 'Nettorama' te blijven voeren. Ook zal de nieuw ontstane Nettorama Groep B.V. lid blijven van Superunie. De Boni vestigingen worden de komende jaren omgebouwd tot Nettorama-winkels. Samen hebben ze 6800 mensen in dienst, in 83 winkels.5 juni 2024 is het eerste filiaal van Boni overgegaan tot Nettorama, dit was het filiaal in Lelystad. In maart 2025 opende de 50e winkel van Nettorama. 
Het bedrijf heeft sinds 2023 een vernieuwde website, maar richt zich nog niet op het online bestellen en bezorgen van boodschappen. Op de website is de, ook sinds 2023, vernieuwde huisstijl doorgevoerd. De stijl houdt vast aan het kenmerkende geel en rood, echter zijn de kleurstellingen minimaal veranderd. Nettorama heeft deze huisstijl in 2023 en 2024 ook doorgevoerd in de filialen.